# چپیلین
چپیلین (به لهستانی:  Czepielin) یک منطقهٔ مسکونی در لهستان است که در گمینا مورده واقع شده‌است. چپیلین ۳۶۰ نفر جمعیت دارد.